# قرار مجلس الأمن التابع للأمم المتحدة رقم 501
قرار مجلس الأمن التابع للأمم المتحدة رقم 501، الصادر في 25 شباط 1982، بعد التذكير بالقرارات السابقة حول الموضوع، ولا سيما القرار 425 (1978)، والنظر في تقرير الأمين العام حول قوة الأمم المتحدة المؤقتة في لبنان (اليونيفيل) أشار المجلس إلى استمرار الحاجة إلى القوة في ضوء الوضع بين إسرائيل ولبنان.
وواصل القرار زيادة حجم اليونيفيل من 6000 إلى 7000 فرد، ثم كرر أهداف القوة، بما في ذلك مطالبتها بحرية العمل في المنطقة دون قيود.
تم اعتماد القرار بأغلبية 13 صوتًا، بينما امتنعت كل من جمهورية بولندا الشعبية والاتحاد السوفيتي عن التصويت.